# Počitnice na Marsu
Počitnice na Marsu Ivana Sivca je sodobna pravljica oziroma fantazijska pripoved, objavljena leta 2008 pri založbi Karantanija v zbirki Krtek. Pripovedovalec je tretjeosebni. Tema je ekološka. Ima deset poglavij. 
Glavni osebi sta Miha in Rina, osnovnošolca. Miha je vesel, radoveden fant, ki ima veliko domišljijo. Njegova velika želja je odpotovati v vesolje. Rina je preprosto dekle, zanimajo jo ideje osnovnošolca Mihe. Poletne počitnice preživljata doma, ob reki Bistrici. 

## Zgodba
Med preživljanjem prostega časa želita sestaviti vesoljsko ladjo iz odpadnih materialov na smetišču, v tem času pa le malo stran od njiju pristane pravo vesoljsko plovilo s pravimi vesoljci. Miha in Rina ugotovita, da so prijazni, le ti pa ju kasneje na prošnjo Mihe odpeljejo na izlet v vesolje, na planet Mars. Tam otroka vidita zanimive stvari, kmalu pa spoznata, da vesoljci niso dobra bitja in so krivi za mnoge vojne in nesreče na Zemlji. Miha in Rina se zato raje odločita za pot domov. Po pristanku ladje, medtem ko Rina spi, Miha opazi, da nekdo trka po vratih.
Bil je Mihov oče, ki je iskal sina, saj se zvečer ni vrnil domov. Plovilo v katerem sta bila Rina ter Miha pa ni bila prava vesoljska ladja, temveč star sod, ki sta ga otroka uporabila za svojo vesoljsko plovilo. Očitno so bile to le Mihove sanje.